# Bái Đô
Bái Đô hay Baydu (Chữ viết  Mông Cổ :ᠪᠠᠶᠢᠳᠤ; tiếng Mông Cổ : Байду ) là vị vua thứ sáu của nhà Y Nhi hãn quốc của đế chế Mông Cổ. Ông là con trai của Taraqai, mà Taraqai lại là con trai thứ năm của Húc Liệt Ngột. Ông kế vị người anh em họ  là Hải Hợp Đô làm vua vào năm 1295.